# José Juan Macías
José Juan Macías Guzmán (Guadalajara, 1999. szeptember 22. –) a mexikói válogatott labdarúgója, aki 2019 óta a Club Leónban játszik támadóként.

## Pályafutása

### Klubcsapatokban
Nevelőegyesületében, a Guadalajarában már a 2011–2012-es szezonban bemutatkozott az U13-as csapatban, majd 2014-től minden évben pályára lépett különböző a korosztályos ligákban. 2016 őszén az U17-es bajnokságban 13 góllal gólkirály lett.
Az első osztályú bajnokságban 2017. július 26-án mutatkozott be egy Tigres de la UANL elleni mérkőzésen. 2019-ben a Leónhoz igazolt.

### A válogatottban
Tagja volt az U18-as, majd az U20-as válogatottnak is, majd a felnőtt válogatottban 2019. október 2-án mutatkozott be egy Trinidad és Tobago elleni barátságos mérkőzésen. Itt máris szerzett egy gólt is.

#### Mérkőzései a válogatottban
| Mexikó | Mexikó             | Mexikó                                | Mexikó  | Mexikó   | Mexikó             | Mexikó                   | Mexikó | Mexikó  |
| #      | Dátum              | Helyszín                              | Hazai   | Eredmény | Vendég             | Kiírás                   | Gólok  | Esemény |
| ------ | ------------------ | ------------------------------------- | ------- | -------- | ------------------ | ------------------------ | ------ | ------- |
| 1.     | 2019. október 2.   | Toluca de Lerdo, Estadio Nemesio Díez | Mexikó  | 2 – 0    | Trinidad és Tobago | barátságos               | 1      | 23' 74' |
| 2.     | 2019. október 11.  | Hamilton, Bermudai Nemzeti Stadion    | Bermuda | 1 – 5    | Mexikó             | CONCACAF Nemzetek Ligája | 2      | 47' 53' |
| 3.     | 2019. október 15.  | Mexikóváros, Estadio Azteca           | Mexikó  | 3 – 1    | Panama             | CONCACAF Nemzetek Ligája | 1      | 66' 75' |
| 4.     | 2019. november 15. | Panamaváros, Estadio Rommel Fernández | Panama  | 0 – 3    | Mexikó             | CONCACAF Nemzetek Ligája | 0      | 88'     |
| 5.     | 2019. november 19. | Toluca de Lerdo, Estadio Nemesio Díez | Mexikó  | 2 – 1    | Bermuda            | CONCACAF Nemzetek Ligája | 0      | 71'     |
|        | Összesen           |                                       |         | 5        | mérkőzés           |                          | 4      | gól     |